# Mitra semiferruginea
Mitra semiferruginea är en snäckart som beskrevs av Reeve 1845. Mitra semiferruginea ingår i släktet Mitra och familjen Mitridae. Inga underarter finns listade i Catalogue of Life.